# Société roumaine de radiodiffusion
 (août 2018).
Si vous disposez d'ouvrages ou d'articles de référence ou si vous connaissez des sites web de qualité traitant du thème abordé ici, merci de compléter l'article en donnant les références utiles à sa vérifiabilité et en les liant à la section « Notes et références ».
La Société roumaine de radiodiffusion (en roumain : Societatea Română de Radiodifuziune) est l'entreprise publique de radiodiffusion de la Roumanie. 
Basée à Bucarest, elle opère cinq stations de radio nationales (Radio România Actualități, Radio România Cultural, Radio România Muzical, Radio3Net et Radio Antena Satelor), douze stations de radio régionales (Radio București, Radio Cluj, Radio Sibiu, Radio Sighet, Radio Constanța, Radio Vacanța, Radio Craiova, Radio Iași, Radio Resita, Radio Târgu Mureș, Radio Antena Brașovului, Radio Timișoara) et deux stations de radio internationales (regroupées sous le nom de Radio Romania International). 
Toutes sont diffusées en modulation de fréquence (FM) sur le territoire national ainsi qu'en streaming sur internet. Les deux canaux de Radio Romania International sont également diffusés par satellite en Europe et au Proche-Orient via le satellite Eutelsat W2 (16° est). 
La Société roumaine de radiodiffusion est membre de l'union européenne de radio-télévision (UER) depuis 1993.

## Histoire
Les premières émissions de radio expérimentales sont menées durant l'été 1925, quelques mois à peine après la fondation d'une association en faveur du développement de la radio (Asociația prietenii radiofoniei, c'est-à-dire l'association des amis de la radiophonie) par le physicien Dragomir Hurmuzescu. 
La société de diffusion radiotéléphonique de Roumanie (en roumain : Societatea de difuziune radiotelefonică din România) voit le jour par un décret du conseil des ministres publié le 22 décembre 1927, mais qui n'entre en application qu'au mois de mars 1928. Cette première étape franchie, il faut cependant attendre le soir du 1er novembre de cette même année pour que débutent les émissions régulières de la nouvelle station. Durant ses premiers mois d'existence, la radio roumaine n'émet que quelques heures par jour, essentiellement des bulletins d'information et de la musique. Le 12 janvier 1929 voit le lancement d'un programme consacré aux enfants (Ora copiilor) ; le 14 avril, la station retransmet en direct une représentation d'Aïda, l'opéra de Giuseppe Verdi.
Le 4 avril 1936, la Société de diffusion radiotéléphonique de Roumanie prend son nom actuel de Société roumaine de radiodiffusion. Les premières stations régionales font leur apparition à partir de 1939 : la première à voir le jour est Radio Bessarabie (émettant depuis Chișinău), suivie en 1941 de Radio Moldova (émettant depuis Iași).
Au mois de septembre 1940, l'arrivée au pouvoir du général Ion Antonescu à la suite d'un coup d'État est le prélude à l'instauration d'une dictature. Principal média de masse du nouveau régime, la radio nationale devient un instrument de propagande redoutable au service du conducător (terme signifiant littéralement « guide » et qui servait à désigner le nouvel homme fort). Le renversement et l'incarcération d'Antonescu (23 août 1944) à la suite d'un coup d'État orchestré par le roi Michel Ier conduit à l'entrée en guerre du pays aux côtés des alliés. En guise de représailles, les Allemands bombardent les principales infrastructures de Bucarest. Dès le lendemain, le siège et le principal émetteur de la radio nationale sont mis hors d'état de fonctionner par un raid aérien. 
Quelques semaines plus tard, les soviétiques entrent à Bucarest et installent un gouvernement provisoire dominé par le parti communiste. Le 30 septembre 1947, celui-ci abolit la monarchie et proclame la république. Le 11 juin 1948, la Société roumaine de radiodiffusion est nationalisée par décret.
Les années 1950 voient un développement important de l'offre radiophonique dans le pays, et la construction de plusieurs dizaines de nouveaux émetteurs. En 1954, la radio nationale se dote d'une second canal, tandis que deux stations régionales font leur apparition : Radio Cluj (15 mars) et Radio Craiova (6 juin). Celles-ci sont suivies par Radio Timișoara (5 mai 1955) et Radio Târgu Mureș (2 mars 1958).
Les premières émissions régulières de la télévision roumaine (Televiziunea Română) débutent en 1956. L'année suivante, télévision et radio nationales fusionnent pour former une nouvelle société, la Radioteleviziunea Română (Radiotélévision Roumaine). Le 5 mai 1963 est lancée une troisième station de radio nationale, essentiellement tournée vers les émissions culturelles et la musique classique.
Dans le courant des années 1970 et jusqu'au début des années 1980, les trois canaux de la radio roumaine totalisent 56 heures d'émissions quotidiennes, réparties entre le premier canal (émettant 24 heures sur 24), le second canal (limité à 19 heures par jour) et le troisième canal (11 heures).
En 1985, prétextant la nécessité de faire des économies d'énergie, Nicolae Ceaușescu promulgue un décret réduisant de façon drastique les émissions de la radio-télévision. La deuxième chaîne de la télévision roumaine est fermée, tandis que la première chaîne ne peut plus émettre que de 19 heures à 22 heures (sauf événements exceptionnels : fêtes nationales et discours du conducător). Le 12 janvier, les stations de radio régionales sont contraintes de cesser leurs émissions tandis qu'au niveau national, seule la principale station de radio est autorisée à émettre de 6 heures 30 à minuit. Cette situation va perdurer jusqu'au déclenchement de la révolution roumaine (décembre 1989).
Le 17 juin 1994, la Radioteleviziunea Română est dissoute au profit de deux nouvelles sociétés : Televiziunea Română (TVR) et Societatea Română de Radiodifuziune (nom qu'avait déjà porté la compagnie de 1936 à 1956).
Les principales stations de radio régionales sont remises en service progressivement au cours des années 1990. 
En 1993, la Société roumaine de radiodiffusion devient membre actif de l'union européenne de radio-télévision.